# گایولا

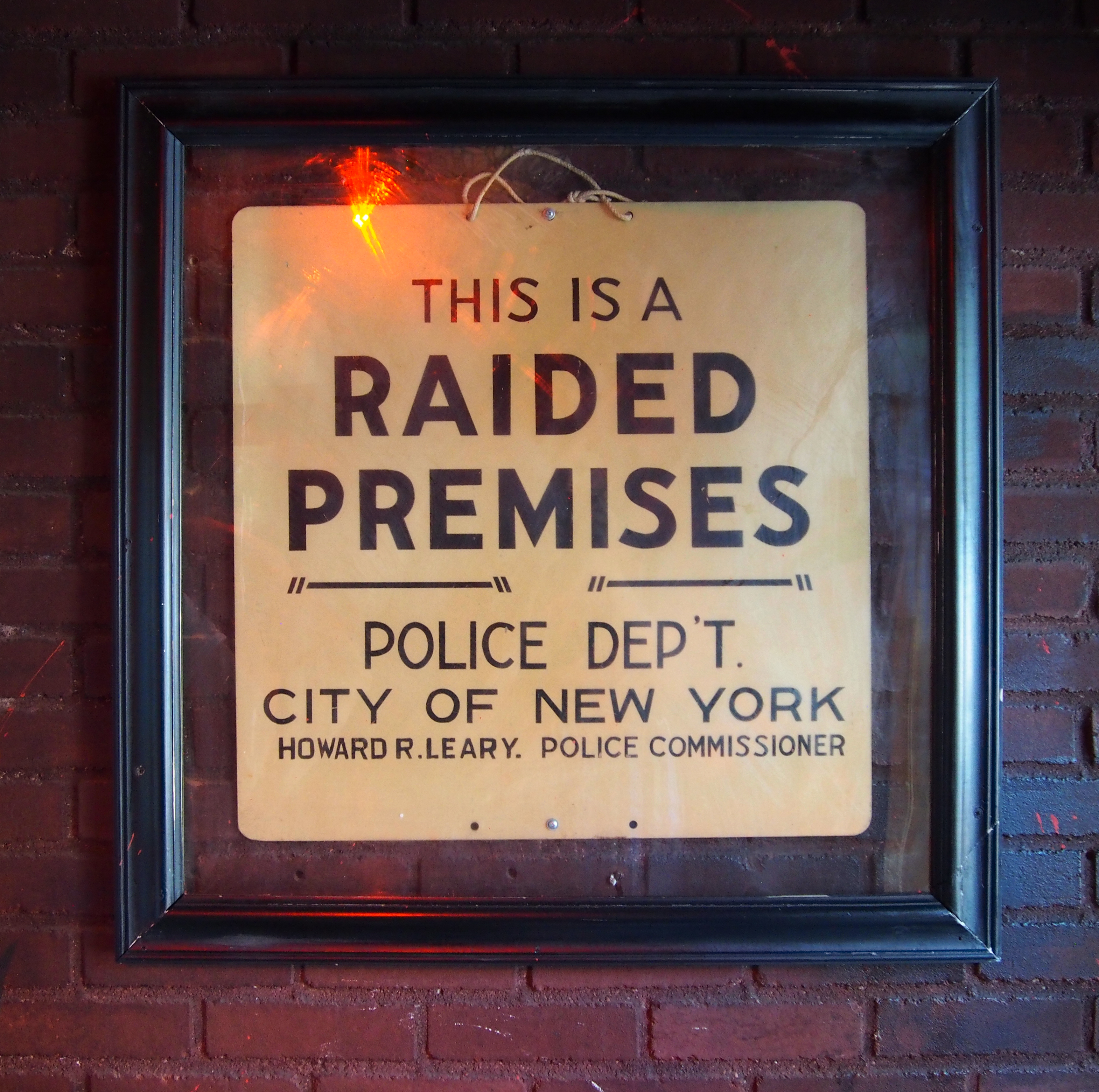
علامت «ملک تحت هجمه» درست در قسمت داخلی درب بار استون‌وال، یکی از بارهای همجنسگرا در خیابان کریستوفر در گرینیچ ویلج منهتن

گایولا (به انگلیسی: Gayola)، نوعی رشوه بود که در دوران پس از جنگ توسط ادارات پلیس آمریکا دربرابر بارهای همجنس‌گرایان استفاده می‌شد. قوانین مشروبات الکلی مانع از این می‌شد که بارها آگاهانه مشروبات الکلی را به مشتریان همجنس‌گرا بفروشند، بنابراین ادارات پلیس معمولاً به عنوان راهی برای جلوگیری از بستن بارها و هجوم پلیس، از صاحبان بارهای همجنس‌گرا تقاضای پول می‌کردند.

## سانفرانسیسکو

### قبل از افتضاح
به گفته تاریخ‌نگار کریستوفر آگی، اداره پلیس سانفرانسیسکو در دهه ۱۹۵۰ «یک ساختار سازمانی غیرمتمرکز را حفظ کرد، که به افسران گشت‌زن حین انجام فعالیت‌های روزمره شان خودمختاری زیادی می‌داد. رهبران پلیس قدرت سیاسی خود را بر انجام حرفهٔ پلیس اولویت دادند و ازاین‌رو از هماهنگ‌کردن سیاست‌های خود در خطوط پاسگاه‌ها یا اضافه‌کردن موقعیت‌های نظارتی لازم برای نظارت بر مأموران حین وظیفه خودداری کردند». در نتیجه، گشت پلیس تبعیض آمیز بوده و بیشتر جمعیت همجنسگرا و سیاهان را مورد هدف قرار می‌داد.
قضیه دادگاه عالی کالیفورنیا Stoumen v. Reilly در سال ۱۹۵۱ نشان داد که بارها و تأسیسات می‌توانند به‌طور قانونی به مشتریان همجنس‌گرا پاسخ دهند. نظر اکثریت به نفع «Black Cat Bar»، محل محبوب برای بوهمی و همجنس‌گرایان، بود. فیل اس گیبسون چنین نوشت: «برخلاف شواهدی که نشان می‌دهد یک مؤسسه زمانی که به عنوان خانه فحشا شناخته می‌شود، به معنای مکانی است که در آن فحشا انجام می‌شود و بنابراین لزوماً مستلزم انجام اعمال غیرقانونی یا غیراخلاقی در محل است، چنین افادهٔ را نمی‌رساند، محلی که به یک رستورانت و بار شهرت دارد، محل ملاقات دسته خاصی از افراد باشد».
صرف نظر از تصمیم محکمه، افسران اداره پلیس سانفرانسیسکو هم‌چنان از صاحبان بارها همجنس‌گرا برای جلوگیری از یورش به آن‌ها درخواست پول می‌کردند. کریستوفر آگی نقل می‌کند که باب راس می‌خواست انجمن می‌خانه (Tavern Guild) را تأسیس کند، سازمانی که به از بین‌بردن سیستم گایولا در سانفرانسیسکو کمک کرد، کریستوفر در این مورد چنین می‌گوید:
[افسر پلیس پس از ورود پرسید:] «سلام باب، شما مدیر هستید»؟ و من گفتم: «چرا بله». «سلام، من ستوان فلانی هستم». «شما گفتید ستوان فلانی»؟ «بلی، اداره پلیس سانفرانسیسکو». و بلافاصله گفتم «اوه لعنتی». می‌دانی «حالا باید چی‌کار کنم»؟ و اولین باری که وارد شد برای … لیگ ورزشی پلیس پول خواست و من گفتم: «اوه». و گفتم: «من کمی قبل ۲۵ دلار یا هم‌چنین چیزی برای آن‌ها فرستادم». و او گفت: «اوه». گفت: «این در واقع بخش لیگ تقاعدی افسران پلیس در لیگ ورزشی پلیس است». گفتم: «من هرگز در مورد آن چیزی نشنیده‌ام». گفت: «خواهی شنید؛ بگذار به تو نشان دهم». من گفتم «چقدر نیاز دارید، ۱۰۰ دلار»؟ او گفت: «نه، ماهی ۵۰۰ دلار خواهد بود». ادامه داد: «سروان برای اخذ آن سه شنبه آینده ساعت ۷:۳۰ این‌جا خواهد بود». آن‌ها چقدر وقیح بودند. سروان ساعت ۷:۳۰ وارد شد تا پولش را جمع کند».
به گفته راس، او همچنین باید به سروان غذای شب آماده کرده و یک زن روسپی را برایش فراهم می‌کرد.

### افتضاح گایولا

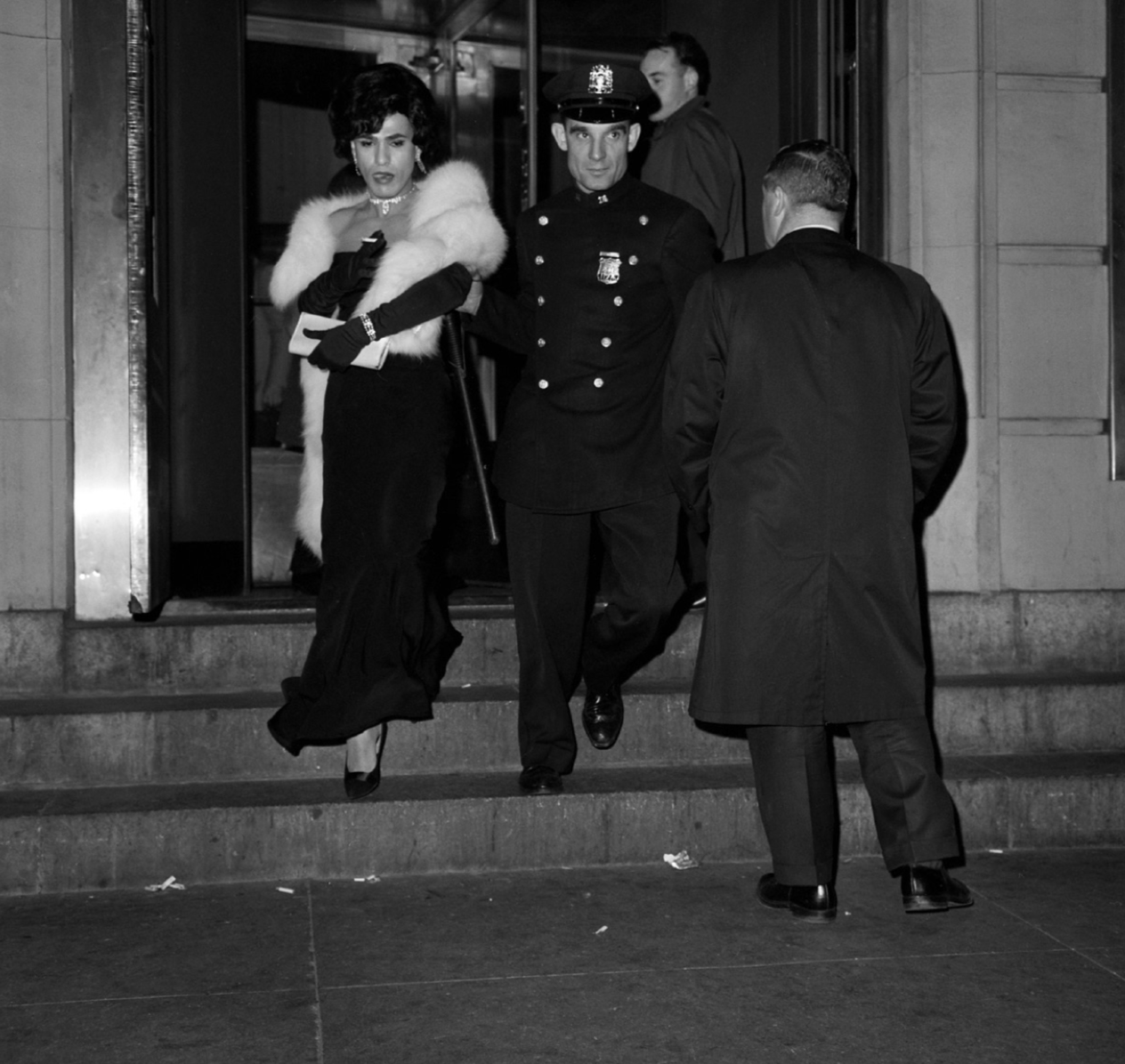
هجمه بر بارهای همجنسگرا رویداد رایجی در دهه‌های ۱۹۵۰ و ۱۹۶۰ میلادی بود.

پیامدهای قضیه والرگا در مقابل اداره کنترل نوشیدنی‌های الکلی اعتماد می‌خانه‌ها همجنس‌گرایان سانفرانسیسکو را تقویت کرده و منجر به افتضاح گایولا شد. افتضاح گایولا به اخاذی پلیس و گرفتن رشوه از صاحبان بارهای همجنس‌گرا اشاره دارد. این افتضاح مستقیماً از قضیه والرگا سرچشمه گرفته و در سال ۱۹۶۰ میلادی به محکمه رفت. این افتضاح پس از دست‌گیری یک صادرکننده مجوز مشروب در حال اخاذی از مارکیت می‌خانه در خیابان (Market Street Bar) آغاز شد، آن‌ها پس از خروج با ۱۵۰ دلار رشوه از مالک دست‌گیر شدند. محاکمه صادرکننده مجوز با پوشش خبری کمی انجام شد، آن‌ها از اتهامات رشوه خواری تبرئه شده اما به اتهام بزه‌کاری به دلیل دریافت انعام مجرم شناخته شدند. در ادامه این محاکمه ۷ پلیس شاغل دست‌گیر و به اتهام رشوه محاکمه شدند. همه دست‌اندرکاران تعلیق و سپس اخراج گردیدند.
این فساد به دلیل ساختار غیرمتمرکز SFPD انجام می‌پذیرفت. در دهه ۱۹۵۰ در سانفرانسیسکو، سروان‌های پاسگاه‌های منطقه قدرت سیاسی قابل توجهی را در اختیار داشتند. افسران پلیس به سیاست‌مداران محافظه کار در شهر کمک می‌کردند و «به اراذل و اوباش‌ها اجازه می‌دادند رای‌دهنده‌گان را در حوزه‌های بزرگ با جمعیت سیاه‌پوست یا لیبرال بترسانند». در نتیجه، نخبه‌گان مرکز شهر انگیزه کمی برای درخواست اصلاحات اساسی پلیس در برابر فساد داشتند و حتی اگر آن‌ها چنین تمایلی داشتند، این امر دشوار می‌شد، زیرا سیستم گایولا عمدتاً در سطح پایین عمل می‌کرد نه در سطح بلند عملیاتی. آگی (Agee) در تحلیل تاریخی خود از آن دوره می‌نویسد: «دویست گروه‌بان این اداره به عنوان تنها افسرانی که میزهای خود را ترک کرده و پلیس‌های گشت‌زن را در کوچه‌ها نظارت می‌کردند، بیشترین قدرت پلیس را در SFPD در اختیار داشتند؛ بنابراین این دویست گروهبان SFPD بودند که بیشترین کنترل را بر سیاست‌های بارهای همجنس‌گرایان این اداره اعمال می‌کردند».
پول‌های گایولا از سوی صاحبان می‌خانه به پلیس پرداخت می‌شد، که پلیس آن را به عنوان انعام یاد می‌کرد نه رشوه. گزارش رسانه‌های سانفرانسیسکو کرونیکلر و اگزمینر دو رسانه اصلی در آن زمان پس از محاکمه، این افتضاح را در راستای بازگویی وقایع پلیس به تصویر کشیدند. ادعاهای پلیس طوری‌که در روزنامه‌ها و جلسات توجیهی خود نشان دادند، این‌است که آن‌ها توسط بارهای همجنس‌گرایان پرداخت می‌شدند. این موضوع به‌طور گسترده در طول محاکم افتضاح گایولا گزارش شد، جایی که پلیس‌ها در محکمه ادعا کردند که «همه این توطئه توسط صاحبان می‌خانه‌ها برای بی‌اعتبار کردن پلیس بوده‌است».‏ ۷ پلیس به اتهام رشوه دست‌گیر و ۶ نفر تبرئه شدند. یک افسر در حالی‌که از اتهام رشوه تبرئه شده بود، به اتهام اخاذی مجرم شناخته شده و به زندان افتاد. این افسر توسط رئیس پلیس ال ندلر که با صاحبان بارهای همجنس‌گرایان برای متهم‌کردن افسران خود کار می‌کرد، دست‌گیر شد. او صاحب می‌خانه Embarcadero را مجبور کرد که از یک دستگاه ضبط بی‌سیم برای اخاذی از صاحب بار همجنس‌گرا استفاده کند که در نهایت منجر به محکومیت نشد.
تا اوایل دهه ۱۹۶۰ میلادی، زمانی که «افتضاح گایولا» آگاهی عمومی را نسبت به این عمل افزایش داد، تغییرات جدی رخ نداده بود. گروهی از صاحبان بارهای همجنس‌گرایان شیوه اخاذی SFPD را فاش کردند که این موضوع در صفحه اول اخبار منتشر شد. شهردار جورج کریستوفر علناً با این عمل مخالفت کرد. رئیس پلیس جدید اصلاح‌گرا، سازمان‌های حرفه‌ی‌سازی پلیس و جنبش حقوق مدنی همجنس‌گرایان به‌طور جمعی برای پایان‌دادن به عمل گایولا تلاش کردند.

## نیویورک
گایولا، به‌عنوان شکلی از رشوه‌گیری، در اواسط قرن نیز یک روش معمول برای بارهای همجنس‌گرایان شهر نیویورک بود. هرچند هیچ افتضاح بزرگ گایولا در نیویورک وجود نداشت، اصطلاح گایولا عمدتاً به افتضاح سانفرانسیسکو اشاره داشت. بسیاری از بارها و حمام‌های همجنس‌گرایان از رشوه استفاده می‌کردند، تا از توجه پلیس دوری کنند. انجمن پلیس حمام اورارد (Everard) همان چیزی است که به آن شهرت داده‌است، که از تحقیقات پلیس در امان است. مانند اورارد، کونیگز (Koenigs)، محل ملاقات همجنس‌گرایان و هم‌چنین بسیاری از تجارت‌های کوچک دیگر که به‌عنوان محل ملاقات عمل می‌کردند، از رشوه استفاده می‌نمودند. آن‌ها به دلیل حفظ حریم خصوصی و عدم تحقیق در مورد مشتریانی که به آن‌ها خدمت می‌کردند به پلیس رشوه پرداخت می‌کردند. استفاده از رشوه بخشی از خود تجارت شد. ایجاد یک سیستم داخلی رشوه‌گیری که فراتر از پلیس و حتی دربرگیرنده سیاست‌مداران بخش و گروه‌های پاک‌سازی اجتماعی بود. این سیستم با تصویر اجتماعی «پری» درگیر و محافظت می‌شد. به همین دلیل، این طرح‌ها در صورتی که توسط مردم کشف می‌شدند، می‌توانستند با واکنش اندک یا بدون واکنش عمومی اجرا شوند.